# رولاند فرازي
رولاند فرازي هو عسكري كندي، ولد في 12 مايو 1921 في هاليفاكس في كندا، وتوفي في 29 يوليو 2007.